# 佐伯惟定
佐伯惟定（1569年—1618年7月30日）大友宗麟、藤堂高虎的家臣，幼名太郎，豐後國海部郡栂牟礼城城主。佐伯惟教的嫡孫。佐伯惟真之子。

## 繼任家督
天正6年(1578年)祖父惟教與父親惟直、叔父鎮忠於耳川之戰敗死後繼承第14代家督，之後豐薩合戰中，抵抗北上的島津軍而不斷努力。天正十四年（1586年）十月，島津家久統率一萬兵馬揮軍北上，從日向往豐後攻打，同時島津義久也派出許多使者招降大友家臣，在周遭許多同僚響應臣服時，佐伯惟定卻堅持不肯投降。
期間，佐伯惟定請伊東舊臣山田匡得協助，擴充整備宇山城、 八幡山砦等各處支城積極防戰，在島津家久派遣僧人玄西堂來勸降時將二十名使者全數殺害，以示堅決的抗戰意圖。

## 對抗島津
在明白招降無望後，島津家久對栂牟禮城發動攻勢，命土持親信及新名親秀率兩千兵馬火燒岸河內，之後進擊堅田，惟定在聽聞斥侯傳來的軍情後，將城中兵力一分為三，經塩月、江頭、西野分別趕赴堅田迎戰，在猛將山田匡得的奮戰下，佐伯惟定終將島津軍擊退，逐出岸河內（堅田合戰）。
十二月，佐伯惟定出兵攻打柴田紹安、左京進父子所在的星河城，在城落之後佐伯惟定補殺了柴田紹安之子左京進、次郎及其一族，令柴田紹安大為驚恐而再度投降大友家，被佐伯惟定利用為先鋒攻打天面山城。在12月18日擊退了戶高將監率領的島津軍之後，佐伯惟定與甫突破新納忠元包圍的岡城城主志賀親次展開熾烈的反擊，呼應豐臣秀長，順勢恢復大友家的領地，將當初被島津家寢返的南郡諸城逐步奪回大友家，支持到豐臣秀吉本陣出動。
天正十五年（1587年）正月，豐臣秀吉正式開始進行九州討伐，佐伯惟定於同年2月攻克土持親信所在的朝日嶽城，並在3月17日島津義弘、 家久兩軍合流回歸日向時，於日向、豐後國境的梓峠發動急襲，將島津軍擊潰，在戰場上大為活躍的佐伯惟定因而得到秀吉所賜的感狀。

## 藤堂家臣
在豐臣秀吉出兵朝鮮時，佐伯惟定做為大友軍的一員從軍參陣，不料主公大友義統因風聞敵方大軍來襲的消息後自前線逃跑，引起秀吉大怒，文祿2年（1593年），領地被沒收。失去領地的佐伯惟定後來因受到羽柴秀保賞識，將他推薦給筆頭家老藤堂高虎擔任家臣，擔任率領500人的與力，方能維持生計。文祿4年(1595年)，藤堂高虎轉封伊予國宇和島得到7萬石的封地時，佐伯惟定也從高虎處拜領了兩千石的俸祿，與藤堂良勝交替擔任國府城城代。慶長之役時，原本留守板島城，後來渡海參戰。
慶長五年（1600年）關原之戰時，主君藤堂高虎因為素與德川家康修好而投入東軍，是役之中佐伯惟定並未參戰而是被任命伊予板島城留守居役的職務，戰後藤堂高虎被轉封至伊勢津城，此後十年間身為藤堂藩士之一的佐伯惟定，主要負責領內的各城的普請職務，積極開發津城的城下町-佐伯町。
關原之戰後，德川家康開創江戶幕府，身任征夷大將軍，隨後又把將軍之位讓於世子秀忠，稱大御所。但是居於大阪城中的豐臣秀賴，終究是德川政權的不安定因素，於是家康費盡苦心方硬借方廣寺鐘銘事件挑起大阪之戰。在慶長19年（1614年）大坂冬之陣中，佐伯惟定在高虎麾下率領士隊十騎、卒隊四十人出陣，11月26日與藤堂高刑合作擔任右先鋒。大坂夏之陣時擔任游擊軍的指揮，在右先鋒被長宗我部盛親部隊擊潰後，與藤堂高吉共同擔任左先鋒，戰後因功增加五百石，總共領有四千五百石的知行領位列藤堂藩的重臣之一。
元和四年(1618年)，佐伯惟定逝世，享年五十歲，法名宗忠功月大禪定門。家祿由其子惟重繼承，此後佐伯家世代擔任藤堂家臣直到明治時代。